# Convocazioni al campionato sudamericano maschile di pallavolo 2021
Elenco dei giocatori convocati per il campionato sudamericano 2021.

## Argentina
| N° | Nome              | Ruolo | Data di nascita   | Squadra       |
| -- | ----------------- | ----- | ----------------- | ------------- |
| -  | Marcelo Méndez    | All   | 20 giugno 1964    | Sada          |
| 1  | Matías Sánchez    | P     | 20 settembre 1996 | Tourcoing     |
| 3  | Jan Martínez      | S     | 28 gennaio 1998   | Maaseik       |
| 4  | Joaquín Gallego   | C     | 21 novembre 1996  | Cabo de Cruz  |
| 8  | Agustín Loser     | C     | 12 ottobre 1997   | Tourcoing     |
| 9  | Santiago Danani   | L     | 12 dicembre 1995  | Padova        |
| 10 | Nicolás Lazo      | S     | 16 aprile 1995    | Minas         |
| 12 | Bruno Lima        | O     | 4 febbraio 1996   | Afyon         |
| 13 | Ezequiel Palacios | S     | 2 ottobre 1992    | Montpellier   |
| 16 | Luciano Palonsky  | S     | 8 luglio 1999     | Tourcoing     |
| 17 | Nicolás Méndez    | S     | 2 novembre 1992   | Montpellier   |
| 18 | Martín Ramos      | C     | 26 agosto 1991    | Narbonne      |
| 21 | Manuel Balagué    | O     | 12 agosto 1998    | Saint-Quentin |
| 23 | Nicolás Zerba     | C     | 13 giugno 1999    | Narbonne      |
| 25 | Matías Giraudo    | P     | 13 marzo 1990     | Nice          |

## Brasile
| N° | Nome                 | Ruolo | Data di nascita  | Squadra         |
| -- | -------------------- | ----- | ---------------- | --------------- |
| -  | Renan Dal Zotto      | All   | 19 luglio 1960   | -               |
| 1  | Bruno de Rezende     | P     | 2 luglio 1986    | Funvic          |
| 3  | João Rafael Ferreira | S     | 17 marzo 1993    | Funvic          |
| 6  | Fernando Kreling     | P     | 13 gennaio 1996  | Sada            |
| 7  | Aboubacar Neto       | O     | 16 febbraio 1994 | Callipo         |
| 10 | Cledenílson Batista  | C     | 9 giugno 1998    | Sada            |
| 11 | Adriano Cavalcante   | S     | 6 febbraio 2002  | Itapetininga    |
| 12 | Isac Santos          | C     | 3 dicembre 1990  | Sada            |
| 13 | Gabriel Vaccari      | S     | 25 dicembre 1996 | BVC             |
| 15 | Maique Nascimento    | L     | 16 luglio 1997   | Minas           |
| 16 | Lucas Saatkamp       | C     | 6 marzo 1986     | Funvic          |
| 17 | Thales Hoss          | L     | 26 aprile 1989   | Funvic          |
| 18 | Ricardo Lucarelli    | S     | 14 febbraio 1992 | Trentino        |
| 21 | Alan de Souza        | O     | 21 marzo 1994    | Sada            |
| 23 | Flávio Gualberto     | C     | 22 aprile 1993   | Warta Zawiercie |

## Cile
| N° | Nome                | Ruolo | Data di nascita  | Squadra        |
| -- | ------------------- | ----- | ---------------- | -------------- |
| -  | Guillermo Jiménez   | All   | 27 ottobre 1983  | -              |
| 1  | Simón Guerra        | C     | 9 gennaio 1996   | Barcellona     |
| 2  | Vicente Ibarra      | S     | 15 aprile 2001   | -              |
| 3  | Gabriel Araya       | C     | 1º giugno 1995   | Linares        |
| 4  | Tomás Parraguirre   | O     | 1º marzo 1991    | Arona          |
| 7  | Rafael Albornoz     | S     | 12 novembre 1996 | Arona          |
| 9  | Dušan Bonačić       | S     | 19 luglio 1995   | Ciudad         |
| 10 | Vicente Mardones    | O     | 18 dicembre 1999 | Limestone      |
| 11 | Vicente Parraguirre | S     | 14 ottobre 1994  | Ústí nad Labem |
| 13 | Lucas Lavín         | L     | 15 maggio 2000   | -              |
| 14 | Estebán Villarreal  | P     | 1º agosto 1997   | Almería        |
| 16 | Tomás Gago          | C     | 11 giugno 1997   | Indiana        |
| 17 | Matías Banda        | P     | 5 settembre 1995 | Kairós         |
| 19 | Jaime Bravo         | L     | 10 novembre 2001 | -              |

## Colombia
| N° | Nome                | Ruolo | Data di nascita  | Squadra      |
| -- | ------------------- | ----- | ---------------- | ------------ |
| -  | Jorge Schmidt       | All   | -                | -            |
| 2  | Andrés Piza         | S     | 8 marzo 1991     | -            |
| 5  | Roosvuelt Ramos     | L     | 20 gennaio 2003  | -            |
| 7  | Liberman Agámez     | O     | 15 febbraio 1985 | Hatta        |
| 8  | Leandro Mejía       | C     | 8 novembre 1996  | -            |
| 9  | Juan Pablo Moreno   | O     | 11 novembre 1997 | Cabo de Cruz |
| 11 | Léiner Aponzá       | S     | 27 agosto 2001   | -            |
| 12 | Julian Guerrero     | L     | 6 ottobre 1997   | -            |
| 13 | Juan Camilo Ambuila | P     | 11 giugno 1992   | Al-Khaleej   |
| 14 | Kevin Carabali      | C     | 23 marzo 1995    | -            |
| 15 | William Lucumi      | S     | 2 giugno 1994    | -            |
| 17 | Juan Díaz           | P     | 2 novembre 1990  | -            |
| 21 | Marlon Mendoza      | S     | 21 ottobre 2000  | Aldebarán    |
| 22 | Cristian Carabali   | C     | 22 maggio 1994   | -            |
| 23 | Daniel Aponzá       | C     | 27 agosto 2001   | -            |

## Perù
| N° | Nome               | Ruolo | Data di nascita   | Squadra          |
| -- | ------------------ | ----- | ----------------- | ---------------- |
| -  | Juan Carlos Gala   | All   | 22 agosto 1966    | Deportivo Jaamsa |
| 1  | Daniel Urueña      | C     | 26 novembre 1997  | -                |
| 2  | Paul Williams      | P     | 26 maggio 1995    | Vamos Peerless   |
| 3  | Martín Flores      | L     | 24 novembre 1993  | -                |
| 4  | Benjamín Patrón    | C     | 25 ottobre 1995   | Almendralejo     |
| 6  | José Vargas        | S     | 3 febbraio 1993   | Cisneros Alter   |
| 7  | Eduardo Romay      | O     | 22 agosto 1995    | Amstetten        |
| 10 | Juan Silva         | P     | 4 settembre 1999  | -                |
| 11 | Jonathan Nakamatsu | L     | 30 aprile 1999    | -                |
| 12 | Daniel Porras      | S     | 4 agosto 1998     | -                |
| 13 | Benny Bernaola     | C     | 1º novembre 1990  | Badajoz          |
| 14 | Álvaro Hidalgo     | S     | 23 marzo 1994     | Ontario Matadors |
| 17 | Randal Carrasco    | S     | -                 | -                |
| 18 | Francis Mendoza    | O     | 18 settembre 1992 | Sparteam         |
| 23 | Marco Calvera      | S     | 25 novembre 2000  | -                |